# ريال باماكو
رابطة ريال باماكو الرياضية (بالفرنسية: Association Sportive du Real Bamako)‏ نادي كرة قدم مالي يلعب في دوري الدرجة الممتازة. ويقع مقره في باماكو العاصمة ويلعب مبارياته في ملعب موديبو كيتا الذي يتسع لنحو 35000 متفرج.
ومن بين أنجح اللاعبين في ريال باماكو كان ساليف «دومينغو» كيتا (1963-1967)، الذي فاز بثلاث بطولات وجائزة الكرة الذهبية الإفريقية (1970) في نادي سانت إتيان في فرنسا.